# Біллунн
Бíллунн (дан. Billund) — невелике місто в Ютландії, Данія, найбільш відоме розташуванням у ньому штаб-квартири The Lego Group. Також в місті знаходиться перший Леголенд, відкритий в 1968 році, та другий за розміром аеропорт Данії. Аеропорт був відкритий в 1964 році і був побудований коштами The Lego Group, проте надалі став незалежним від компанії. Також у місті знаходиться головний офіс авіакомпанії Sun Air of Scandinavia.
Населення Біллунна складає 26 509 мешканців (станом на 2017 рік).
На околицях міста розміщений завод компанії «Лего», який станом на 2005 рік виготовляв 90% продукції компанії.